# Рессінг (урановий рудник)

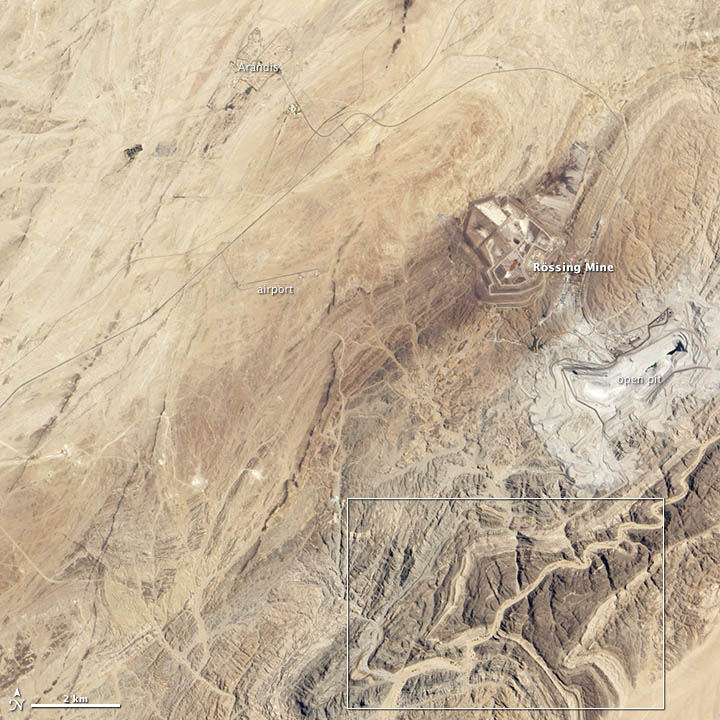
Супутникове фото копальні і околиці Рессінга, 2013. Місто Арандіс знаходиться у верхній частині центру. Окреслена область внизу праворуч посилається на збільшене зображення цієї складної геології в обсерваторії Землі НАСА

Уранова копальня Рессінг (Rössing Uranium Mine) в Намібії є одним з найбільших кар'єрів з видобутку уранових руд у світі. 

## Опис
Розташовано у пустелі Наміб поблизу міста Арандіс, за 70 кілометрів від прибережного міста Свакопмунд. На родовищі, відкритому в 1928 р., копальня Рессінг розпочала свою діяльність у 1976 році. У 2005 році вироблено 3711 тонн оксиду урану, що стало п'ятим найбільшим урановим рудником з 8% світового виробництва. Намібія є четвертим у світі експортером урану. 
В епоху апартеїду копальня Рессінг була в центрі уваги міжнародної критики і протестів антиапартеїдних і антиядерних груп, переважно в Європі.  Звіти про те, що уран Рессінга може бути перенаправлено до Ірану, уряд якого володіє 15% акцій копальні через свою іранську компанію іноземних інвестицій, було відкинуто керівництвом копальні, який стверджує, що частка акцій повністю пасивна.  

## Розробка родовища
Уран був виявлений в пустелі Наміб в 1928 році, але дослідження почалися лише наприкінці 1950-х років. Рессінг є найбільшою з трьох копалень з видобутку урану в пустелі Наміб. Виробнича потужність котловану - 4500 тонн. 
Родовище Рессінг - це низькосортне рудне тіло величезного масштабу. Виробництво 1000 тонн оксиду урану потребує переробки 3 млн тонн руди, а в 2005 році видобуто і перевезено з відкритого кар'єру до переробного заводу 19,5 млн тонн породи. З них 12 млн тонн були урановою рудою, що, в свою чергу, вимагало 226,276 тонн кислоти для переробки в жовтий торт, порошкоподібний урановий концентрат, який є основою для палива ядерного реактора . 
Є певні побоювання, що сіль і уран з копальні ставлять під загрозу фермерство в районі річки Свакоп. Рессінг працює з намібійськими фермерами з цього питання.  
Катастрофічний структурний збій резервуара для вилуговування призвів до серйозного розливу в Рессінг 3 грудня 2013 року.  Лабораторія CRIIRAD у Франції повідомила про підвищений рівень радіоактивних матеріалів у районі навколо шахти.   Працівники не були поінформовані про небезпеку роботи з радіоактивними матеріалами та їхні наслідки для здоров'я.   
Акції копальні належать 69% компанії Rio Tinto Group, яка оголосила про угоду про продаж своєї частки в China National Uranium Corporation Limited 26 листопада 2018 року , 15% - уряду Ірану (куплені у 1976 році), 10 % IDC Південної Африки, 3% уряду Намібії (51% голосуючих прав) і 3% місцевими приватними акціонерами.  Незважаючи на те, що часткова власність Рессінга в Ірані була причиною суперечок у 1970-х і 1980-х роках, уряд Намібії, який перебував при владі з 1990 року, відмовився від постачання Ірану намібійського урану, який можна було б використовувати для ядерної зброї. 
Rio Tinto Rössing Uranium є одним з найбільших роботодавців у регіоні Намібії Еронго. У 2005 році на копальні було зайнято близько 800 осіб, з яких 96% - намібійці. З них 160 працювали у відкритому кар'єрі, 186 у переробному, 267 в інженерному та 200 в адміністративному персоналі.  У 2012 році загальна зайнятість збільшилася до 1528, а додаткові 780 робочих місць було надано через субпідрядників. У 2013 році буде звільнено 276 співробітників.  Більшість працівників живуть у шахтарському поселенні Арандіс або в сусідньому Свакопмунді. Критики стверджували, що копальня має історію расової дискримінації щодо її чорних працівників (загальна риса компаній епохи апартеїду), включаючи жорсткі дисциплінарні заходи, огидні житлові умови в Арандісі і низькі зарплати. Навіть зі значними поліпшеннями у 90-ті роки після незалежності Намібії чорношкірі та їхні союзи як і раніше стверджують, що вони неблагополучні. 
У 2006 та 2007 роках керівництво копальні оголосило про інвестиції в розмірі близько 112 млн дол. США. Головним завданням є збільшення видобутку окису урану до повної планової потужності копальні на 4000 тонн. Дослідження можливостей підземного видобутку показали можливість продовження терміну експлуатації копальні ще на кілька десятиліть. 